# Ремон, Жан-Мишель
Жан-Мише́ль Ремо́н (фр. Jean-Michel Raymond;  1766  год, Сен-Валье (Дром) —  1837 год, там же) — французский химик; разработал синюю краску, известную под названием «ремоновой сини».

## Биография
После изучения медицины в Монпелье, слушал курсы химии в Париже у Фуркруа, Воклена и Бертолле. Возвратившись после того на родину в Saint-Vallier, основал фабрику для отбеливания тканей. 
Комитет общественной безопасности поручил ему инспектировать производство пороха и селитры, после чего Ремон получил место репетитора в политехнической школе, затем профессуру химии в Ардеше (1802) и затем в Лионе. 
Покинув Лион в 1818 г., стал во главе фабрики химических продуктов, основанной им на родине. 